# Sei Nazioni femminile 2021
Il Sei Nazioni femminile 2021 (in inglese 2021 Women's Six Nations Championship; in francese Tournoi des Six Nations féminin 2021) fu la 20ª edizione del torneo rugbistico che vede annualmente confrontarsi le Nazionali femminili di Francia, Galles, Inghilterra, Irlanda, Italia e Scozia, nonché la 26ª in assoluto considerando anche le edizioni dell'Home Championship e del Cinque Nazioni.
In maniera inusuale rispetto alle altre edizioni, non si svolse né nello stesso calendario del corrispettivo Sei Nazioni maschile, né con la stessa modalità di torneo, per via delle restrizioni imposte dalla pandemia di COVID-19 in Europa.
Dopo essere stato rinviato, infatti, fu ricalendarizzato su un arco di tre settimane e quattro fine settimana dal 3 al 24 aprile 2021 con la stessa formula utilizzata nel novembre precedente per l'Autumn Nations Cup maschile: invece del girone unico, infatti, furono istituiti due raggruppamenti da tre squadre ciascuno nell'ambito dei quali ognuna di esse affrontò le altre due, con finale tra le due pari classificate di ogni girone per stabilire il seeding finale dalla prima alla sesta squadra.
Gli arbitri della fase a gironi del torneo furono annunciati il 25 marzo 2021, a pochi giorni dalla competizione.
Del 27 marzo fu altresì la decisione della F.I.R. di spostare i propri incontri interni dall stadio Plebiscito di Padova al Lanfranchi di Parma.
Inghilterra e Francia si imposero nei propri rispettivi raggruppamenti: nella prima giornata del girone A le inglesi batterono nettamente 52-10 la Scozia e nella seconda si garantirono il posto nella finale per il titolo vincendo a Parma contro l'Italia, a corto di partite per circa un anno e che riuscì a tenere il campo per un'ora prima di incassare cinque mete negli ultimi 20 minuti di gara.
L'ultima partita del girone, di fatto lo spareggio per la finale per il terzo posto, fu appannaggio dell'Italia che allo Scotstoun di Glasgow batté 41-20 la Scozia.
Nel girone B invece le francesi vinsero la prima partita 53-0 sul Galles a Vannes e, nell'ultima giornata, passarono a Dublino per 56-15 sull'Irlanda che, nel turno precedente, aveva a propria volta battuto 45-0 il Galles a Cardiff relegandolo alla finale per il quinto posto.
A vincere il torneo, per la diciassettesima volta, fu l'Inghilterra che allo Stoop di Twickenham batté 10-6 la Francia in una finale con una sola meta e tiratissima, che a un minuto dalla fine del primo tempo era ancora sullo 0-0.
Nella finale per il terzo posto l'Irlanda ebbe la meglio sull'Italia a Dublino per 25-5, mentre in quella del quinto posto a Glasgow la Scozia batté il Galles per 27-20.

## Nazionali partecipanti e sedi
| Squadra     | Città     | Impianto interno         |
| ----------- | --------- | ------------------------ |
| Francia     | Vannes    | Stadio della Rabine      |
| Galles      | Cardiff   | Arms Park                |
| Inghilterra | Doncaster | Castle Park              |
| Inghilterra | Londra    | Twickenham Stoop Stadium |
| Irlanda     | Dublino   | Donnybrook               |
| Italia      | Parma     | Stadio Sergio Lanfranchi |
| Scozia      | Glasgow   | Scotstoun Stadium        |

## Formula
In maniera eccezionale rispetto alla classica formula del girone unico, le sei squadre furono suddivise in due gruppi da tre ciascuno.
All'interno di ogni raggruppamento ogni squadra incontrò le altre due disputando un incontro interno e uno in trasferta fermi restando, ai fini di attribuzione dei punteggi nella prima fase, i criteri di classifica adottati negli anni precedenti, ovvero 4 punti per la vittoria, 2 per il pareggio e zero per la sconfitta, fatti salvi eventuali bonus di un punto per la squadra sconfitta con sette o meno punti di scarto e un ulteriore punto alla squadra, vincente o sconfitta, autrice di almeno quattro mete in una singola gara.
Al termine della fase a gironi, nella giornata finale ogni squadra di ogni girone incontrò in gara unica la sua pari classifica dell'altro girone: le due prime per la vittoria finale, le due seconde per il terzo posto, le ultime due per il quinto posto.
Le squadre del girone A disputano il turno finale in casa.
A causa di problemi riguardo ai tempi minimi d'isolamento sanitario che le giocatrici irlandesi avrebbero affrontato una volta tornate in patria, il comitato del Sei Nazioni propose l'inversione del campo dell'incontro per il terzo posto con l'Italia, originariamente in programma a Parma, e che la F.I.R. accettò di giocare a Dublino.

## Gironi
| Girone A                        | Girone B                     |
| ------------------------------- | ---------------------------- |
| - Inghilterra - Italia - Scozia | - Francia - Galles - Irlanda |

## Fase a gironi

### Girone A
| Arbitro: | Aurélie Groizeleau |

|                                                                                               |      |              |
| Packer 9’ Riley 16’ Davies 27’ B. Cleall 34’ Breach 37’ Rowland 43’ P. Cleall 71’ tecnica 77’ | mt   | 54’ H. Smith |
| Scarratt 9’, 27’, 34’, 37’, 43’, 71’                                                          | tr   | 54’ Nelson   |
|                                                                                               | c.p. | 23’ Nelson   |

| Arbitro: | Aurélie Groizeleau |

|             |      | |
|             | mt   | 23’ Scarratt 30’ Fleetwood 55’, 62’ Dow 58’ Miller-Mills 60’ Rowland 71’ B. Cleall 79’ MacDonald 80+1’ Davies |
|             | tr   | 23’, 30’, 55’, 58’, 60’, 62’, 71’, 79’ Scarratt                                                               |
| Sillari 35’ | c.p. | 37’ Rowland 47’ Scarratt                                                                                      |

| Arbitro: | Nikki O’Donnell |

|                         |      |                                                                      |
| Skeldon 22’ Wassell 72’ | mt   | 6’, 67’ Rigoni 9’, 58’, 79’ Furlan 40’ Arrighetti 42’ Ostuni Minuzzi |
| Nelson 22’, 72’         | tr   | 6’, 40’, 79’ Sillari                                                 |
| Nelson 39’, 45’         | c.p. |                                                                      |

#### Classifica
| Pos | Squadra     | G | V | N | P | PF  | PS | DP   | BMP | Pt |
| --- | ----------- | - | - | - | - | --- | -- | ---- | --- | -- |
| 1   | Inghilterra | 2 | 2 | 0 | 0 | 119 | 13 | +106 | 2   | 10 |
| 2   | Italia      | 2 | 1 | 0 | 1 | 44  | 87 | −43  | 1   | 5  |
| 3   | Scozia      | 2 | 0 | 0 | 2 | 30  | 93 | −63  | 0   | 0  |

### Girone B
| Arbitro: | Nikki O’Donnell |

|                                                                      |      |             |
| Boujard 2’, 5’, 14’ Sochat 34’ Gros 52’, 61’ Boulard 77’ Touyé 80+3’ | mt   |             |
| Bourdon 2’, 5’, 14’, 34’, 61’                                        | tr   |             |
|                                                                      | c.p. | Bourdon 30’ |

| Arbitro: | Hollie Davidson |

|  |    |                                                                    |
|  | mt | 2’, 17’ Considine 10’, 13’ Parsons 27’ Naoupu 73’ Wall 80’ Tyrrell |
|  | tr | 10’, 17’, 27’, 73’, 80’ Tyrrell                                    |

| Arbitro: | Sara Cox |

|                       |      |                                                                                 |
| Moloney 26’ Hoban 73’ | mt   | 13’, 46’ Boujard 18’ Boulard 21’ tecnica 33’ N’Diaye 38’, 71’ Banet 55’ Menager |
| Flood 73’             | tr   | 13’, 18’, 33’, 38’ Drouin                                                       |
| Tyrrell 5’            | c.p. | 30’, 65’ Drouin                                                                 |

#### Classifica
| Pos | Squadra | G | V | N | P | PF  | PS | DP  | BMP | Pt |
| --- | ------- | - | - | - | - | --- | -- | --- | --- | -- |
| 1   | Francia | 2 | 2 | 0 | 0 | 109 | 15 | +94 | 2   | 10 |
| 2   | Irlanda | 2 | 1 | 0 | 1 | 60  | 56 | +4  | 1   | 5  |
| 3   | Galles  | 2 | 0 | 0 | 2 | 0   | 98 | −98 | 0   | 0  |

## Finali

### Finale per il 5º posto
| Arbitro: | Clara Munarini |

|                                                     |      |                       |
| Gaffney 5’ Belisle 17’ M. Kennedy 28’ Gallagher 53’ | mt   | 41’ Neumann 80’ Lewis |
| Nelson 28’, 53’                                     | tr   | 41’, 80’ R. Wilkins   |
| Nelson 69’                                          | c.p. | 20’, 25’ R. Wilkins   |

### Finale per il 3º posto
| Arbitro: | Sara Cox |

|                                             |      |             |
| Wall 9’ Murphy Crowe 43’, 80+2’ Moloney 51’ | mt   | 69’ Bettoni |
| Flood 43’                                   | tr   |             |
| Flood 28’                                   | c.p. |             |

### Finale
| Arbitro: | Hollie Davidson |

|               |      |                 |
| P. Cleall 39’ | mt   |                 |
| Scarratt 39’  | tr   |                 |
| Scarratt 79’  | c.p. | 45’, 72’ Drouin |